# Jenštejn
Jenštejn är en ort i Tjeckien.   Den ligger i regionen Mellersta Böhmen, i den centrala delen av landet, 15 km nordost om huvudstaden Prag. Jenštejn ligger 235 meter över havet och antalet invånare är 522.
Terrängen runt Jenštejn är platt. Runt Jenštejn är det ganska tätbefolkat, med 139 invånare per kvadratkilometer. Närmaste större samhälle är Prag, 15,4 km sydväst om Jenštejn. Trakten runt Jenštejn består till största delen av jordbruksmark.